# Stadt- und Kreissparkasse Rothenburg
Die Sparkasse Rothenburg o.d.T. war ein öffentlich-rechtliches Kreditinstitut mit Sitz in Rothenburg ob der Tauber in Bayern. Ihr Geschäftsgebiet war der ehemalige Landkreis Rothenburg ob der Tauber.

## Organisationsstruktur
Die Stadt- und Kreissparkasse Rothenburg war eine Anstalt des öffentlichen Rechts. Rechtsgrundlagen waren das Sparkassengesetz, die bayerische Sparkassenordnung und die durch den Träger der Sparkasse erlassene Satzung. Organe der Sparkasse waren der Vorstand und der Verwaltungsrat.

## Geschäftsausrichtung
Die Stadt- und Kreissparkasse Rothenburg betrieb als Sparkasse das Universalbankgeschäft. 

## Sparkassen-Finanzgruppe
Die Stadt- und Kreissparkasse Rothenburg war Teil der Sparkassen-Finanzgruppe. Sie vertrieb daher z. B. Bausparverträge der LBS, offene Investmentfonds der Deka und vermittelte Versicherungen der Versicherungskammer Bayern. Die Funktion der Sparkassenzentralbank nahm die Bayerische Landesbank wahr.

## Fusion
Im Jahre 2016 fusionierten die Vereinigten Sparkassen Stadt und Landkreis Ansbach mit der Kreis- und Stadtsparkasse Dinkelsbühl und der Stadt- und Kreissparkasse Rothenburg o.d.T. zur Sparkasse Ansbach.